# قسم خبر الريفي (مقاطعة بافت)
قسم خبر الريفي (بالفارسية: دهستان خبر) هي منطقة ريفية تقع في إيران في محافظة كرمان في الناحية المركزية لمقاطعة بافت. يقدر عدد سكانها بـ 4,842 نسمة .